# La Calera, Victoria
La Calera är en ort i Mexiko.   Den ligger i kommunen Victoria och delstaten Guanajuato, i den centrala delen av landet, 230 km nordväst om huvudstaden Mexico City. La Calera ligger 1 958 meter över havet och antalet invånare är 161.
Terrängen runt La Calera är huvudsakligen kuperad, men åt sydväst är den platt. Runt La Calera är det ganska glesbefolkat, med 24 invånare per kvadratkilometer. Närmaste större samhälle är Doctor Mora, 7,8 km söder om La Calera. Trakten runt La Calera består i huvudsak av gräsmarker.